# Chvoječná
Chvoječná (németül: Sebenbach) Cheb településrésze Csehországban a Karlovy Vary-i kerület Chebi járásában. Cheb városától 5 km-re északkeletre fekszik. A 2001-es népszámlálási adatok szerint 5 lakóháza és 16 lakosa van.